# Prydesnianśke
Prydesnianśke (ukr. Придеснянське) – wieś na Ukrainie, w obwodzie czernihowskim, w rejonie nowogrodzkim, w hromadzie Korop. W 2001 liczyła 205 mieszkańców, spośród których 199 wskazało jako ojczysty język ukraiński, 5 rosyjski, a 1 białoruski.